# Prekmurisch

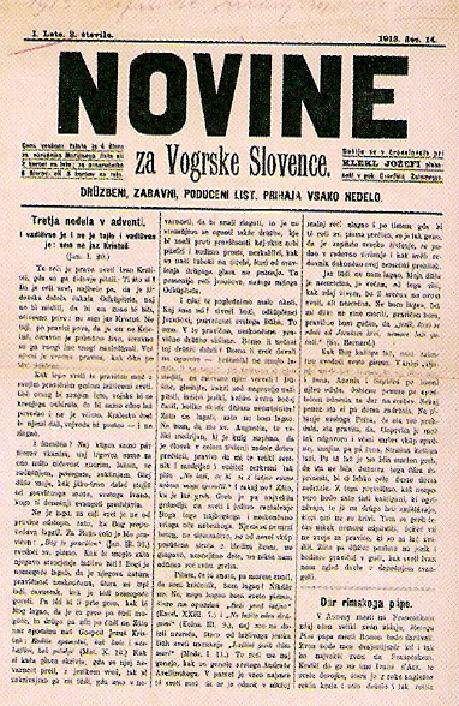
Novine, prekmurische Zeitung von József Klekl aus dem Jahr 1918

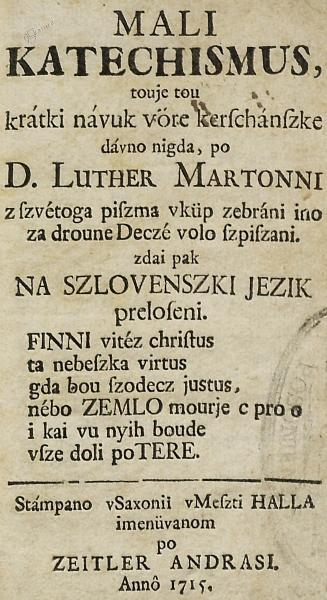
Das erste überlieferte prekmurische Buch, Mali Katechismus (Kleiner Katechismus)

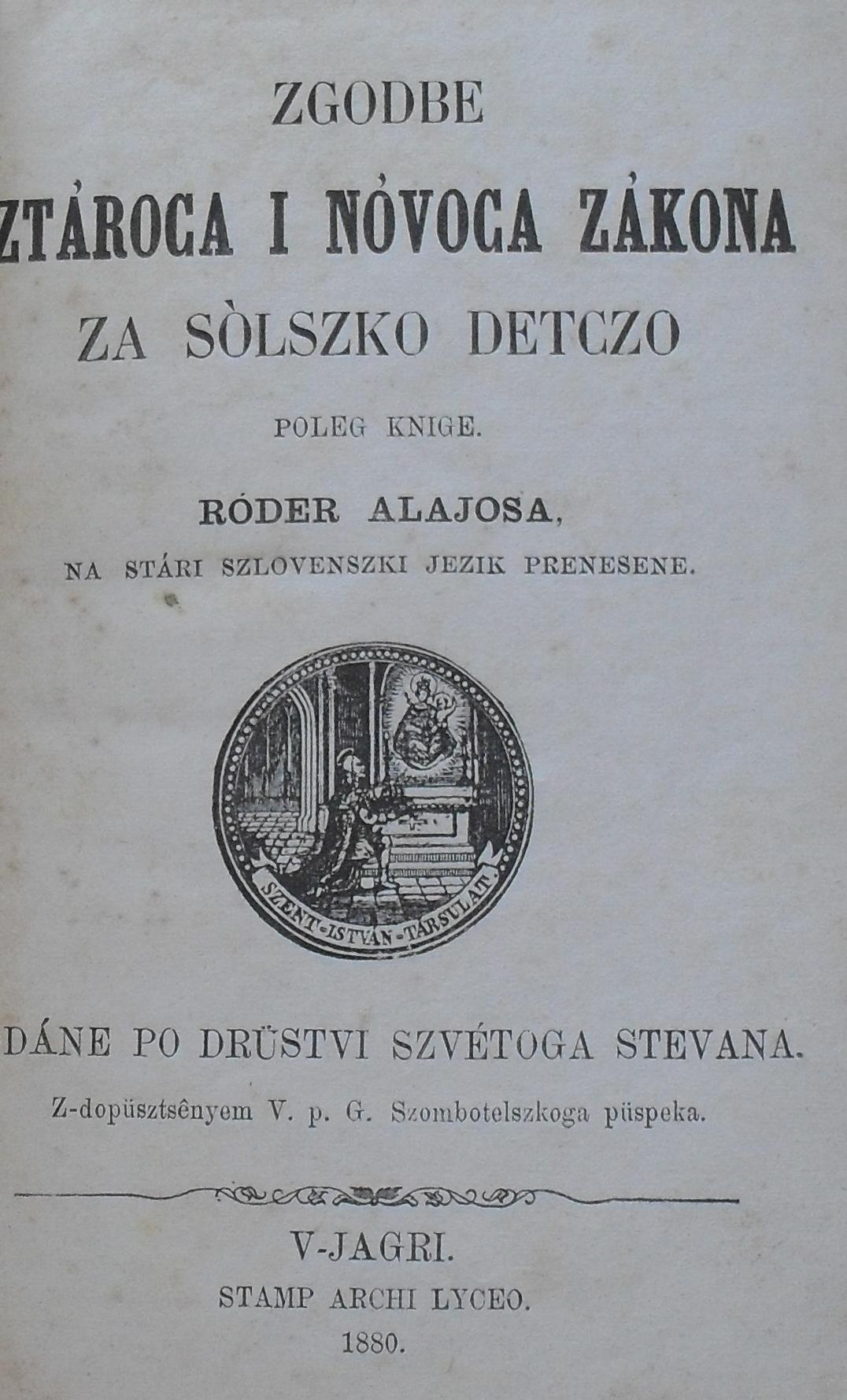
István Szelmár: Die Geschichten Altes und Neues Testament (Zgodbe sztároga i nóvoga testamentoma), 1880.

Prekmurisch (Eigenbezeichnung Prekmürščina, Prekmürski jezik, slowenisch Prekmurščina) ist eine slowenische Mundart. Prekmurisch wird von ca. 110.000 Menschen im zu Slowenien gehörenden Prekmurje (Übermurgebiet) und in Ungarn rund um Szentgotthárd gesprochen. Weitere Sprecher leben unter anderem in Österreich, Deutschland und den USA.
Bereits im 18. Jahrhundert entstand eine prekmurische Literatursprache. Das 19. Jahrhundert brachte auch eine eigene wissenschaftliche Literatur hervor. Die im heute zu Slowenien gehörenden Gebiet erst 1919 von der slowenischen Standardsprache abgelöst wurde. Im Jahr 1920 erneuerte József Klekl die prekmurische Literatursprache. Diese Sprache wurde in der Kirche, im Journalismus und anderen Publikationen verwendet. Auch die Schriftsteller aus Prekmurje und dem slowenischsprachigen Gebiet Ungarns, wie Feri Lainšček, Milan Vincetič, Milan Zrinski, Miki Roš, Jože Ftičar, Ferenc Mukics, Károly Holecz, schrieben in Prekmurisch.
Zwischen dem Standardslowenischen und dem Prekmurischen bestehen große Unterschiede in Lexik, Morphologie und Phonetik. Bis 1919 war Prekmurisch im Sprachgebiet Unterrichtssprache in den Schulen, bis 1945 wurde es teilweise in der Presse verwendet.

## Name
Die Sprecher des Prekmurischen nennen sich seit Jahrhunderten Slovenci oder Slovénge und ihre Sprache slovenski jezik. Im 18. und 19. Jahrhundert nannten die prekmurischen Schriftsteller ihre Sprache sztári szlovenszki jezik („alte slowenische Sprache“), in der Wissenschaft wurde sie meist „vandalische Sprache“ (lingua vandalicus, vandalus nyelv, vandalszki jezik, vandalszka vüszta) genannt.
Im 19. Jahrhundert setzten sich in Ungarn aus politischen Gründen die Bezeichnungen Vend, Vendvidék und Vend nyelv durch. Ab 1919 wird der Dialekt der nunmehr großteils mit dem übrigen slowenischen Sprachgebiet vereinigten Region als „Prekmurisch“ bezeichnet.

## Sprachverwandtschaft
Der prekmurische Dialekt gehört zur Gruppe der pannonischen Dialekte (slowenisch panonska narečna skupina), die auch ostslowenische Dialektgruppe (vzhodnoslovenska narečna skupina) genannt wird und eine der sieben Dialektgruppen des Slowenischen bildet.
Das Prekmurische ist sehr nahe mit der kajkavischen Dialektgruppe (am meisten mit dem murinselischen Dialekt) des Kroatischen verwandt. Diese sprachlichen Gemeinsamkeiten wurden unter anderem dadurch noch verstärkt, dass schon seit dem Mittelalter die meisten prekmurischen Priester (sowohl katholische als auch evangelische) in Kroatien ausgebildet wurden, hauptsächlich in Zagreb und Varaždin. Die katholischen Kirchengemeinden des südlichen Prekmurje gehörten bis 1777 zum Bistum Zagreb, sodass ausschließlich kajkavische Mess- und Gesangbücher verwendet wurden. Bereits im „alten Gesangbuch von Martjanci“ (Sztára Martyanszka peszmaricza) sind die Einflüsse des Kroatischen und Burgenlandkroatischen gut ersichtlich. Die Flexion und die Aussprache weist, ähnlich wie im Kroatischen, eine kleine Deflexion auf.

## Geschichte
Die Proto-Slowenen wanderten um 550 nach Pannonien ein. Nach der Landnahme der Ungarn wurden die zwischen den Flüssen Raab und Mur lebenden Slowenen infolge der Einbeziehung ihres Siedlungsgebietes in den ungarischen Staat von den übrigen Slowenen getrennt. Dies trug dazu bei, dass sich im Lauf der Jahrhunderte die Sprachformen auseinanderentwickelten.
Im 16. Jahrhundert entstanden die ersten prekmurischen Schriften, z. B. das Gesangbuch von Martjanci. 1715 veröffentlichte der evangelische Priester Ferenc Temlin (geboren in Krajna, bei Tišina) in Halle an der Saale (heute Sachsen-Anhalt, Deutschland) das erste prekmurische Buch Mali Katechismus, eine Übersetzung eines Teils von Martin Luthers Großem Katechismus. Im Jahr 1725 erschien anonym das erste prekmurische Alphabetbuch Abeczedarium Szlowenszko („slowenisches Alphabetbuch“). Das drittälteste überlieferte Werk auf Prekmurisch ist Réd zvelicsánsztva von Mihály Szever Vanecsai aus dem Jahr 1742.
Ein lutherischer Geistlicher, István Küzmics, übersetzte 1771 das Neue Testament (Nouvi Zákon) und legte damit das Fundament für die prekmurische Literatursprache. János Szily, Bischof von Steinamanger, vereinigte die Slowenen in den beiden Komitaten Vas und Zala und führte den Schulunterricht in prekmurischer Sprache ein. Mit seiner Unterstützung übersetzte Miklós Küzmics die katholische Bibel (Szvéti Evangyeliomi) und verfasste ein Alphabet- und Gebetbuch (Molitvena Kniga). Seine Bücher wurden mehrfach neu aufgelegt und das Alphabetbuch ABC Kni'zicza blieb bis 1868 das verbindliche Lehrbuch für das slowenischsprachige Gebiet Ungarns.
Miklós und István Küzmics und andere prekmurische Intellektuelle hielten es nicht für angebracht, die (krainisch dominierte) standardslowenische Literatursprache zu übernehmen, sondern zielten auf die Schaffung einer getrennten Literatursprache ab. In der Folge führte der Schriftsteller, Dichter, Sprachforscher und Historiker József Kossics eine prekmurische Literatursprache ein und nahm dabei Anleihen beim Kajkavischen und dem steirischen slowenischen Dialekt (Krátki návuk vogrszkoga jezika za zacsetníke; Zobriszani Szloven i Szlovenka med Mürov in Rábov; Zgodbe vogerszkoga králesztva; Starine 'selesznih ino szalaszkih Szlovénczov). Der Dichter, Schriftsteller, Übersetzer und Journalist Imre Augustich versuchte später eine Annäherung an die Sprache des übrigen slowenischen Sprachgebiets. Augustich gründete die erste prekmurische Zeitung Prijátel („Freund“). János Murkovics, Lehrer von Fellsdorf (Beltinci), schrieb 1871 das erste Lehrbuch im Gaj-Alphabet (Abecednik za katholičanske vesnič e šolé po velejnyi). József Szakovics und József Klekl erneuerten die Literatursprache im 20. Jahrhundert.
Im Jahr 2019 wurde der prekmurische Dialekt in die nationale Liste des immateriellen Kulturerbes Sloweniens aufgenommen.

## Unterschiede zwischen der slowenischen Standardsprache und dem prekmurischen Dialekt
Rund 50 % des prekmurischen Wortschatzes unterscheiden sich vom Standardslowenischen. Im Prekmurischen existieren die Vokale ü und ö, die im Standardslowenischen nicht vorkommen. Prekmurisch hat viele ungarische, deutsche und lateinische Lehnwörter.

### Auswahl eigentümlicher prekmurischer Wörter
| Raabgebiet-Dialekt  | Goritschkes-Dialekt | Beltinci-Dialekt        | Slowenisch  | Deutsch   |
| ------------------- | ------------------- | ----------------------- | ----------- | --------- |
| baug                | baug                | boug                    | bog         | Gott      |
| váraš               | váraš               | váraš                   | mesto       | Stadt     |
| špilati             | špilate             | špilati                 | igrati      | spielen   |
| spaugnji, spaudjeni | spaugnji            | spougnji                | spodnji     | Unterer   |
| graχ                | gra                 | graj                    | fižol       | Bohne     |
| veliti              | pravte              | práviti                 | reči        | sagen     |
| pomoriti            | pomočte             | pomágati                | pomagati    | helfen    |
| plebanuš, farar     | farar, pop          | plebanoš, farar, žüpnik | župnik      | Pfarrer   |
| cíntor              | brütof              | britof, brütif          | pokopališče | Friedhof  |
| Vüzen               | Vüzen               | Vüzen                   | Velika noč  | Ostern    |
| cuj                 | cuj                 | coj                     | k, h        | zu        |
| ségamao             | do zaj              | ségamau                 | doslej      | bis jetzt |
| tadoj               | tadoj               | tadoli                  | navzdol     | herunter  |

### Vater Unser auf Slowenisch, Prekmurisch, Kroatisch und Burgenlandkroatisch
| slowenisch | prekmurisch | kroatisch | burgenlandkroatisch |
| --- | --- | --- | --- |
| Oče naš, ki si v nebesih, posvečeno bodi tvoje ime, pridi k nam tvoje kraljestvo, zgodi se tvoja volja kakor v nebesih tako na zemlji. Daj nam danes naš vsakdanji kruh in odpusti nam naše dolge, kakor tudi mi odpuščamo svojim dolžnikom, in ne vpelji nas v skušnjavo, temveč reši nas hudega. Amen. | Oča naš, ki si vu nebésaj! Svéti se Ime tvoje. Pridi králestvo tvoje. Bojdi vola tvoja, kak na nébi, tak i na zemli. Krüha našega vsakdanéšnjega daj nam ga dnes. I odpüsti nam duge naše, kak i mi odpüščamo dužnikom našim. I ne vpelaj nas vu sküšávanje. Nego odslobodi nas od hüdoga. Amen. | Oče naš, koji jesi na nebesima, sveti se ime tvoje, dođi kraljevstvo tvoje, budi volja tvoja, kako na nebu tako i na zemlji. Kruh naš svagdanji daj nam danas, i otpusti nam duge naše, kako i mi otpuštamo dužnicima našim, i ne uvedi nas u napast, nego izbavi nas od zla. Amen. | Oče naš, ki si na nebesi, sveti se ime tvoje, pridi kraljevstvo tvoje, budi volja tvoja, kako na nebu tako i na zemlji. Kruh naš svakidanji daj nam danas, i otpusti nam duge naše, kako i mi otpušćamo dužnikom našim, i ne zapeljaj nas u skušavanje, nego oslobodi nas od zla. Amen. |

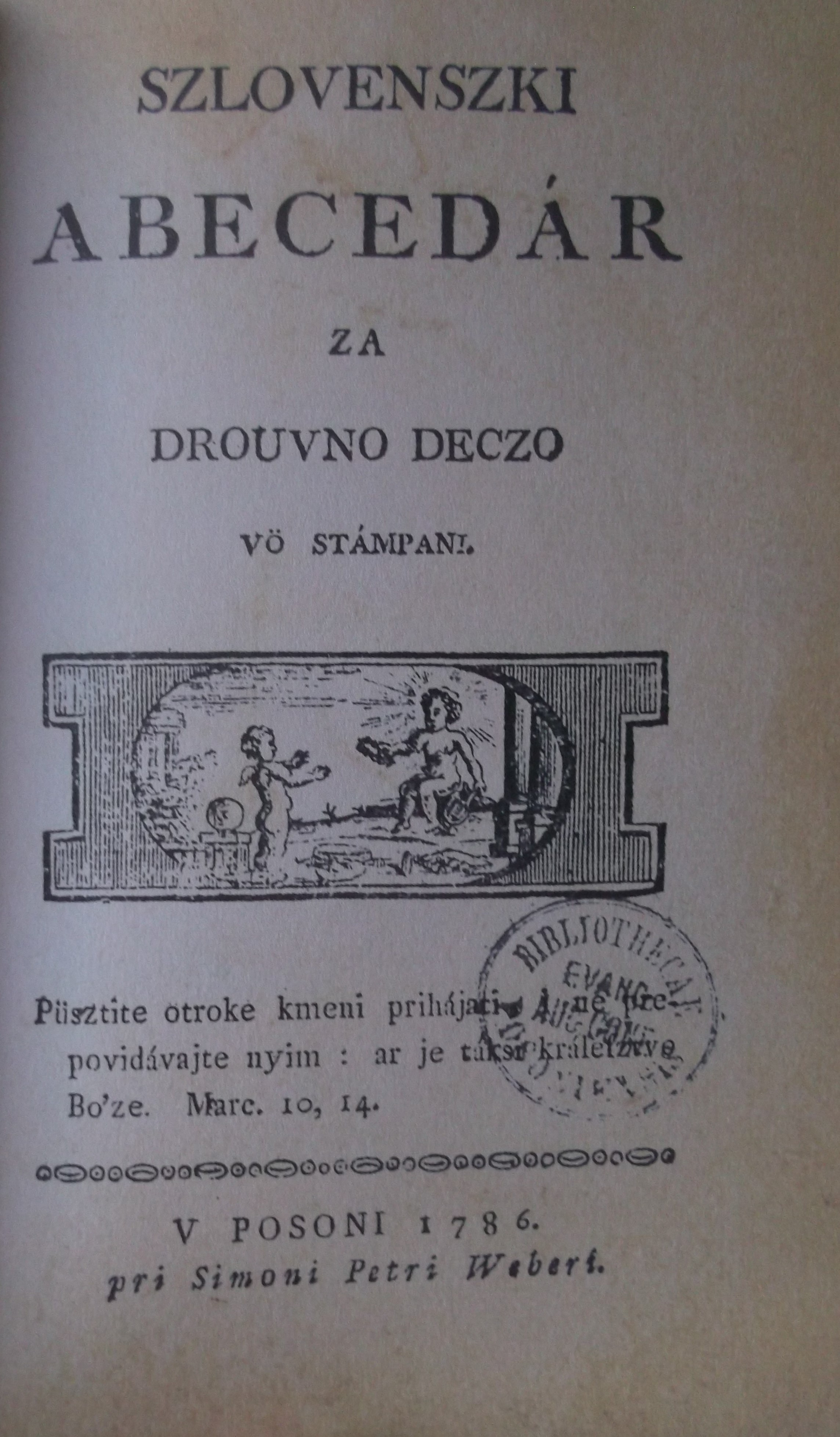
Alphabetbuch von Mihály Bakos

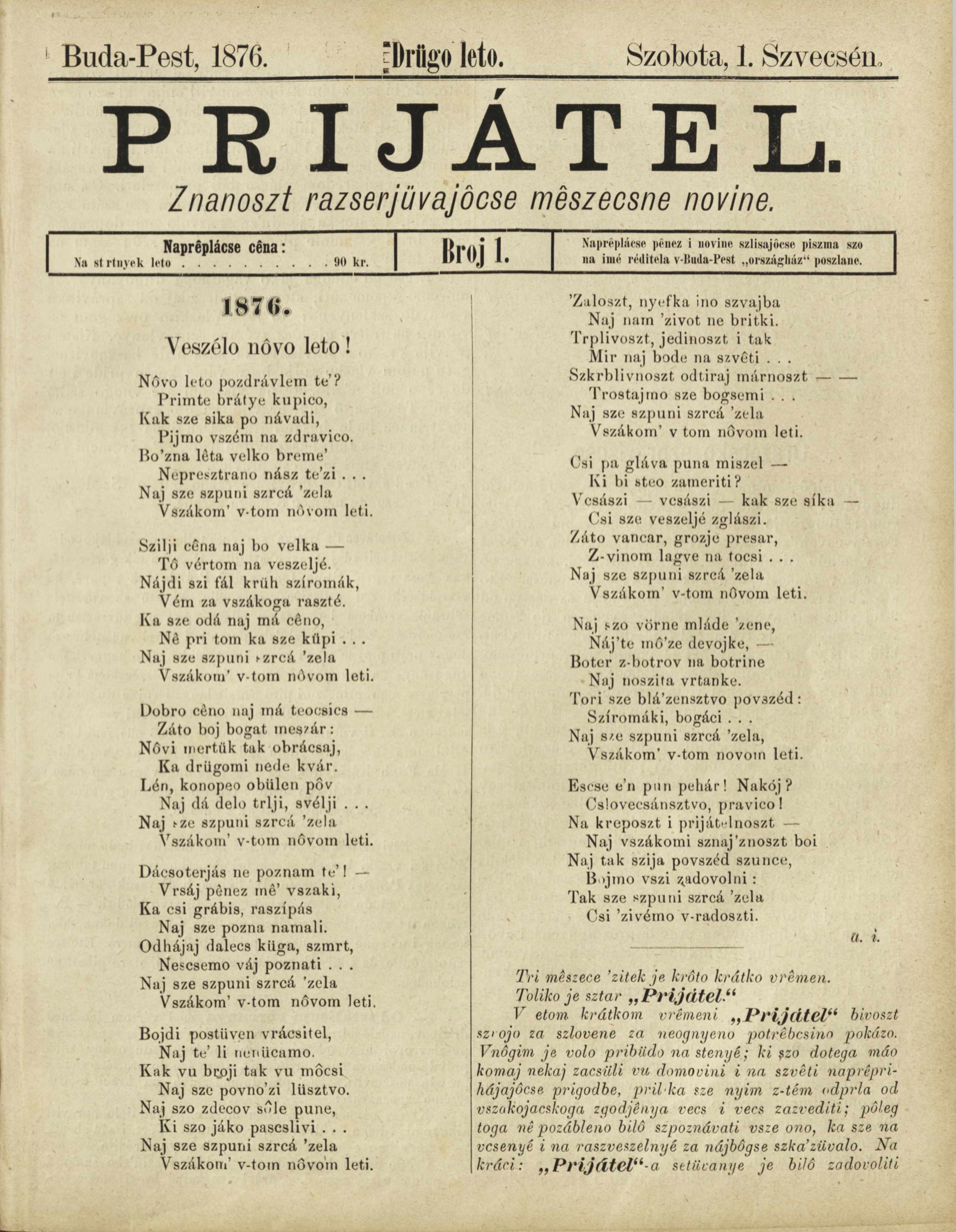
Prijátel („Freund“), prekmurische Zeitung von Imre Augustich (1876)

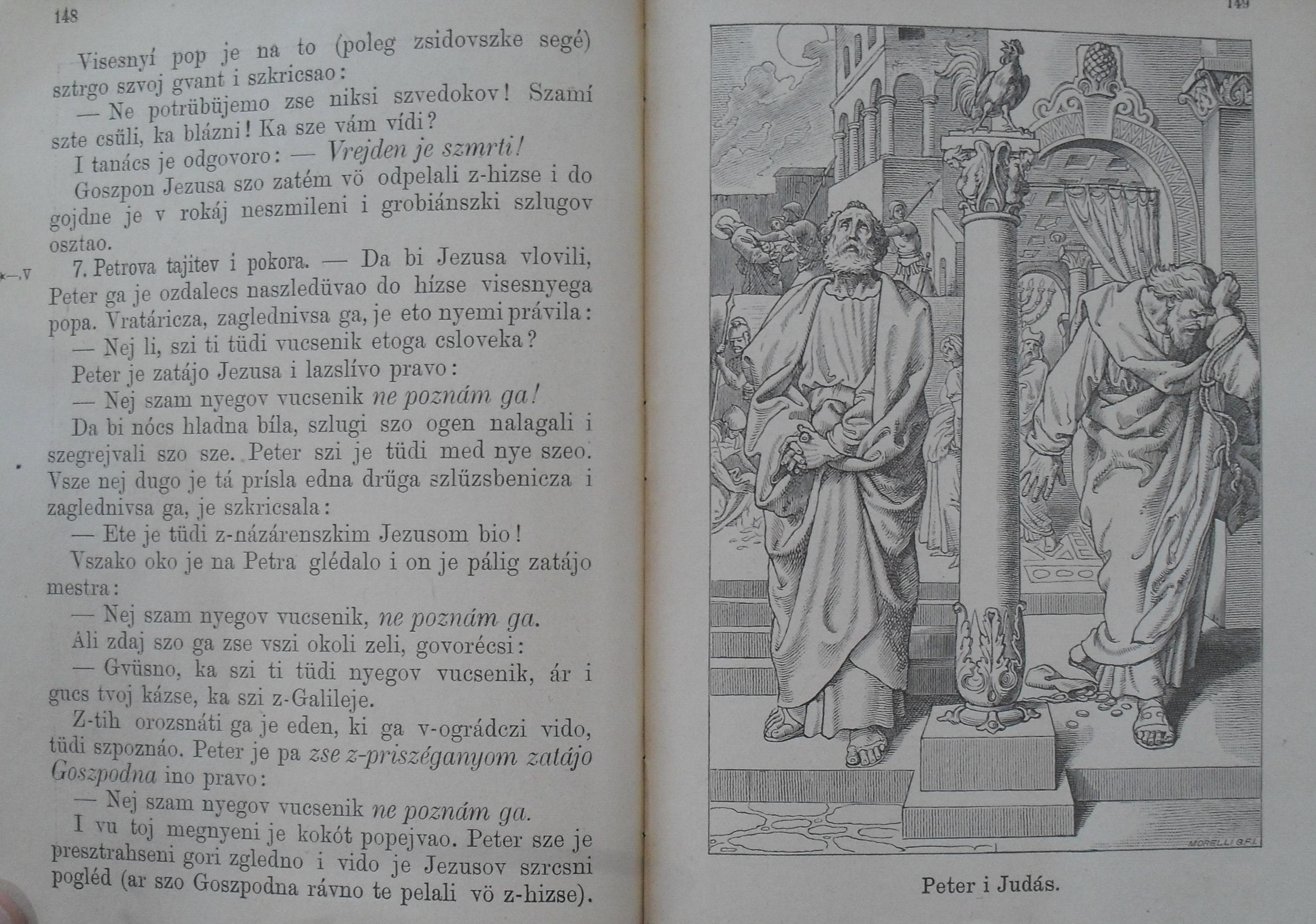
Peter weint, weil er Jesus lossagt; Judas gereut sein Verrat. Péter Kollár: Kleine Bibel mit Bilden (Mála biblia z-kejpami), 1898.

## Diphthonge
Prekmurisch kennt acht Diphthonge: aj, ej, ou, au, ij, éj, üj, öj.
| Diphthong                        | Beispiele     | deutsch    | Diphthong                | Beispiele | deutsch          |
| -------------------------------- | ------------- | ---------- | ------------------------ | --------- | ---------------- |
| aj                               | katoličajnski | katholisch | ej                       | lejvi     | links            |
| ou (Dolinsko, Ravensko)          | boulovi       | dumm       | au (Raabgebiet, Goričko) | raureš    | Schornsteinfeger |
| ij (Goričko, Ravensko, Dolinsko) | pijsati       | schreiben  | éj (Raabgebiet)          | réjsati   | ziehen           |
| üj (Goričko, Ravensko, Dolinsko) | küjkeo        | Ecke       | öj (Raabgebiet)          | döjn      | aber             |

## Subdialekte
- Dolinsko- oder Markovsko-Dialekt (Dolinsko/Markovsko narečje): Beltinci und Lendava
- Goričko-Dialekt (Goričko narečje): nördliches Prekmurje und Cankova
- Raabgebiet-Dialekt (Porabsko narečje): um Szentgotthárd in Ungarn
- Ravensko-Dialekt (Ravensko narečje): Murska Sobota und Rakičan
- Soboško-Dialekt (Soboško narečje): Murska Sobota

## Bibliographie
- János Fliszár: Vogrszki-vendiski (vogrszkiszlovénszki, sztári szlovénszki) rêcsnik. Hornyánszky Viktor m. kir. udv. könyvnyomdája, Budapest 1922, OCLC 456295040 (auch unter dem ungarischen Titel Magyar-vend szótár.)
- Vilko Novak: Slovar stare knjižne prekmurščine. Založba ZRC, Ljubljana 2006, ISBN 961-6568-60-4 (Uvod: Milena Hajnšek-Holz).
- József Szakovics (Hrsg.): Molitvena Kniga, Odobrena od cérkvene oblászti. 1942.
- Marija Kozar: Etnološki slovar slovencev na Madžarskem. Zveza Slovencev na Madžarskem, Monošter; Savaria Múzeum, Szombathely 1996, ISBN 963-7206-62-0 (auch unter dem ungarischen Titel A Magyarországi Szlovének néprajzi szótára).
- Marko Jesenšek: Prekmuriana, Cathedra Philologiae Slavicae (= Opera Slavica Budapestinensia. Linguae Slavicae). Balassi Kiadó, Budapest 2010, ISBN 978-963-506-846-3.
- Janez Balažic, Branko Kerman: Stalna razstava. Pokrajinski muzej Murska Sobota, Murska Sobota 1997, ISBN 961-90438-1-2, S. 195–205.
- Natalija Ulčnik: Začetki prekmurskega časopisja (= Mednarodna knjižna zbirka Zora. Bd. 67). Filozofska fakulteta, Mednarodna založba Oddelka za slovanske jezike in književnosti, V Mariboru 2009, ISBN 978-961-6656-40-5.
- Francek Mukič: Porabsko-knjižnoslovensko-madžarski slovar. Zveza Slovencev na Madžarskem, Szombathely 2005, ISBN 963-217-762-2.
- Franc Novak, Vilko Novak: Slovar beltinskega prekmurskega govora. Pomurska založba, Murska Sobota 2009, ISBN 978-961-249-068-3.
- Ivan Škafar: Bibliografija prekmurskih tiskov od 1715 do 1919 (= Biblioteka. Bd. 6). Slovenska akademija znanosti in umetnosti, Ljubljana 1978, OCLC 6526540.
- Franc Kuzmič: Bibliografija prekmurskih tiskov 1920–1945. ZRC SAZU, Založba ZRC, Ljubljana 1999, ISBN 961-6182-78-1.
- Franci Just: Besede iz Porabja, beseda za Porabje. Pregled slovstva pri porabskih Slovencih (= Zbirka Podobe Panonije). Franc-Franc, Murska Sobota 2003, ISBN 961-219-070-4.
- Franci Just: Med verzuško in pesmijo, Poezija Prekmurja v prvi polovici 20. stoletja (= Zbirka Podobe Panonije). Franc-Franc, Murska Sobota 2000, ISBN 961-219-025-9.
- Zinka Zorko: Narečjeslovne razprave o koroških, štajerskih in panonskih govorih (= Zora. Bd. 64; Mednarodna knjižna zbirka Zora). Filozofska fakulteta, Mednarodna založba Oddelka za slovanske jezike in književnosti, Maribor 2009, ISBN 978-961-6656-37-5.
- Zinka Zorko: The relationship between the Prekmurje literary language and standard Slovene. In: Dialektübersetzung und Dialekte in Multimedia (= Nordeuropäische Beiträge aus den Human- und Gesellschaftswissenschaften; Scandinavian university studies in the humanities and social sciences). Hrsg. von Irmeli Helin. Lang, Frankfurt am Main 2004, ISBN 3-631-52316-5, S. 165–179 (Tagungsband).